# Kostel svatého Havla (Vrbatův Kostelec)
Kostel svatého Havla je jednolodní orientovaná stavba s gotickým jádrem s barokními úpravami v centru obce Vrbatův Kostelec v okrese Chrudim. Je farním kostelem místní farnosti a spolu s barokní márnicí a ohradní zdí kolem kostela je od 3. listopadu 2023 chráněn jako nemovitá kulturní památka ČR.

## Historie
Kostel svatého Havla je poprvé v písemných pramenech připomínán k roku 1086 v zakládací listině opatovického kláštera, v níž český král Vratislav II. daroval kostelecké statky tamním benediktinům. Z tohoto kostela se do současné doby nic nedochovalo.
Gotický kostel ve Vrbatově Kostelci je připomínán k roku 1349 jako farní kostel připojený k biskupství litomyšlskému. Po třicetileté válce však farnost zanikla a kostel byl i s věřícími přifařen k Žumberku. Teprve v roce 1787 zde byla zřízena lokálie a začaly být vedeny matriční knihy, v roce 1853 byla lokálie povýšená na farnost v rámci chrásteckého vikariátu. V současnosti je farnost Vrbatův Kostelec administrována ex currendo z farnosti Chrast u Chrudimi.
Z gotické stavby se dochovala celková dispozice kostela, pozměněná v baroku prodloužením hlavní lodi asi o 1,5 metru, přístavbou západní věže a zvýšením celé stavby asi o dva metry, a polygonálně zakončené presbyterium s jedním polem paprsčité žebrové klenby. Během rekonstrukce kostela v roce 1986, kdy byly sejmuty omítky stavby, bylo prokázáno, že i podstatná část zdiva lodi je středověkého původu. Zároveň byl objeven zazděný gotický hrotitý portál v ose jižní stěny lodi se dvěma hrotitými okny po stranách a zazděné okno s gotickou kružbou v ose presbytáře.

## Popis
Kostel svatého Havla je postaven v centru obce, na okraji návrší, nad údolím potoka Žejbro, na oválném prostranství vymezeném od severu a západu zdí, vybíhající v nízké ohrazení, ke kterému na severozápadě přiléhá hranolová budova někdejší barokní márnice. 
Kostel svatého Havla je plochostropý jednolodní kostel zakončený pětibokým gotickým presbytářem s žebrovou klenbou. Kostelní loď a v průčelí kostela se nacházející hranolová věž pocházejí z období renesance. Nástavba zvonového patra pochází z počátku 19. století. Ve věži je dochován zvon z roku 1539.
Fasády kostela jsou členěny lisenami. Kostel je omítnut bílou omítkou, sedlová střecha je kryta eternitovými šablonami. Nad presbytářem ční ze střechy sanktusníková věžička z měděného plechu.
Vnitřní zařízení kostela je převážně novodobé, obraz na hlavním oltáři vytvořil chrudimský malíř František Müller v roce 1899. Hodnotné jsou dva barokní obrazy v lodi zobrazující svatého Františka Xaverského a Ukřižování v původních rámech z doby po roce 1700. Kamenná kropenka je renesanční.

## Galerie

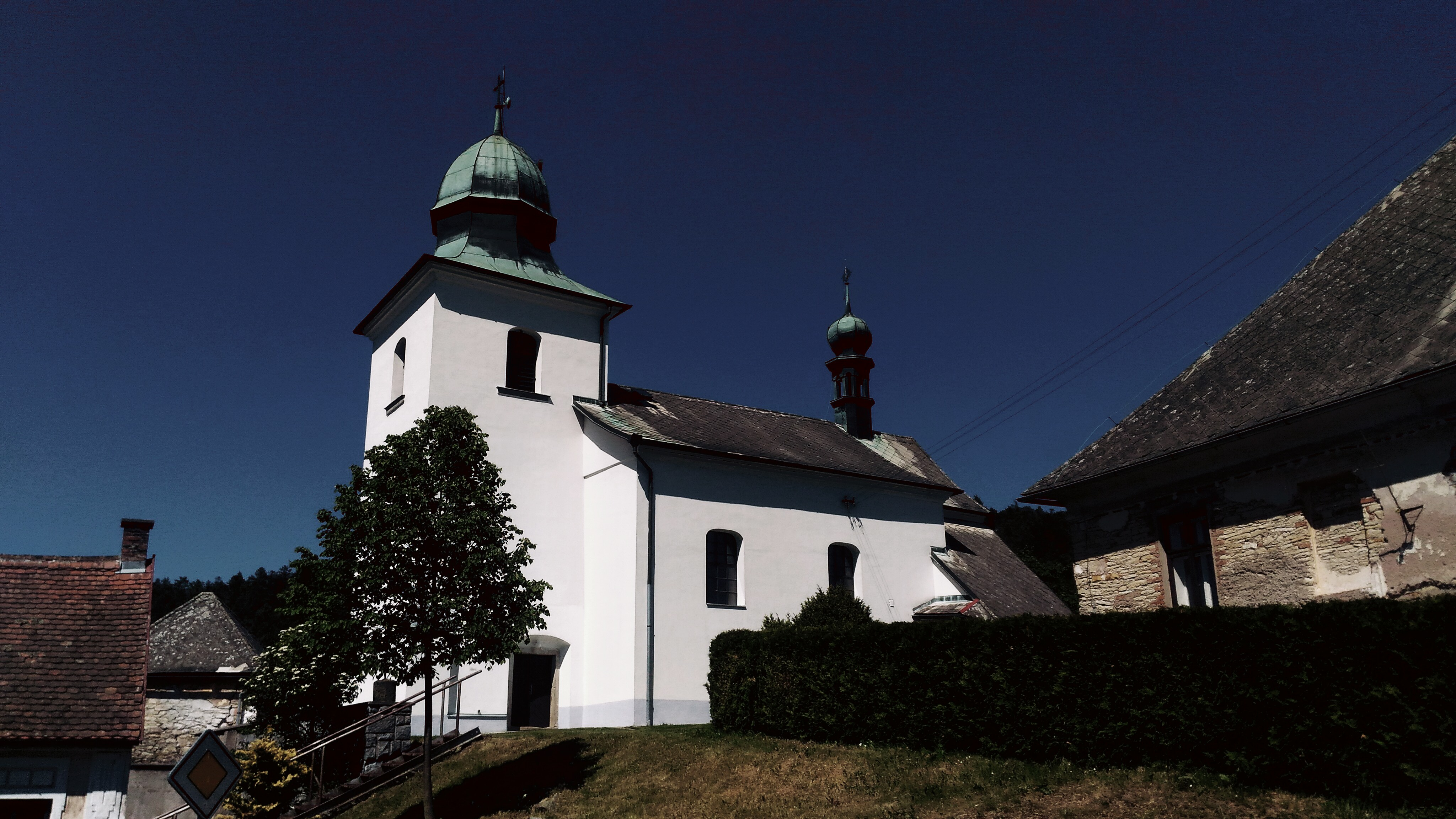
kostel svatého Havla ve Vrbatově Kostelci
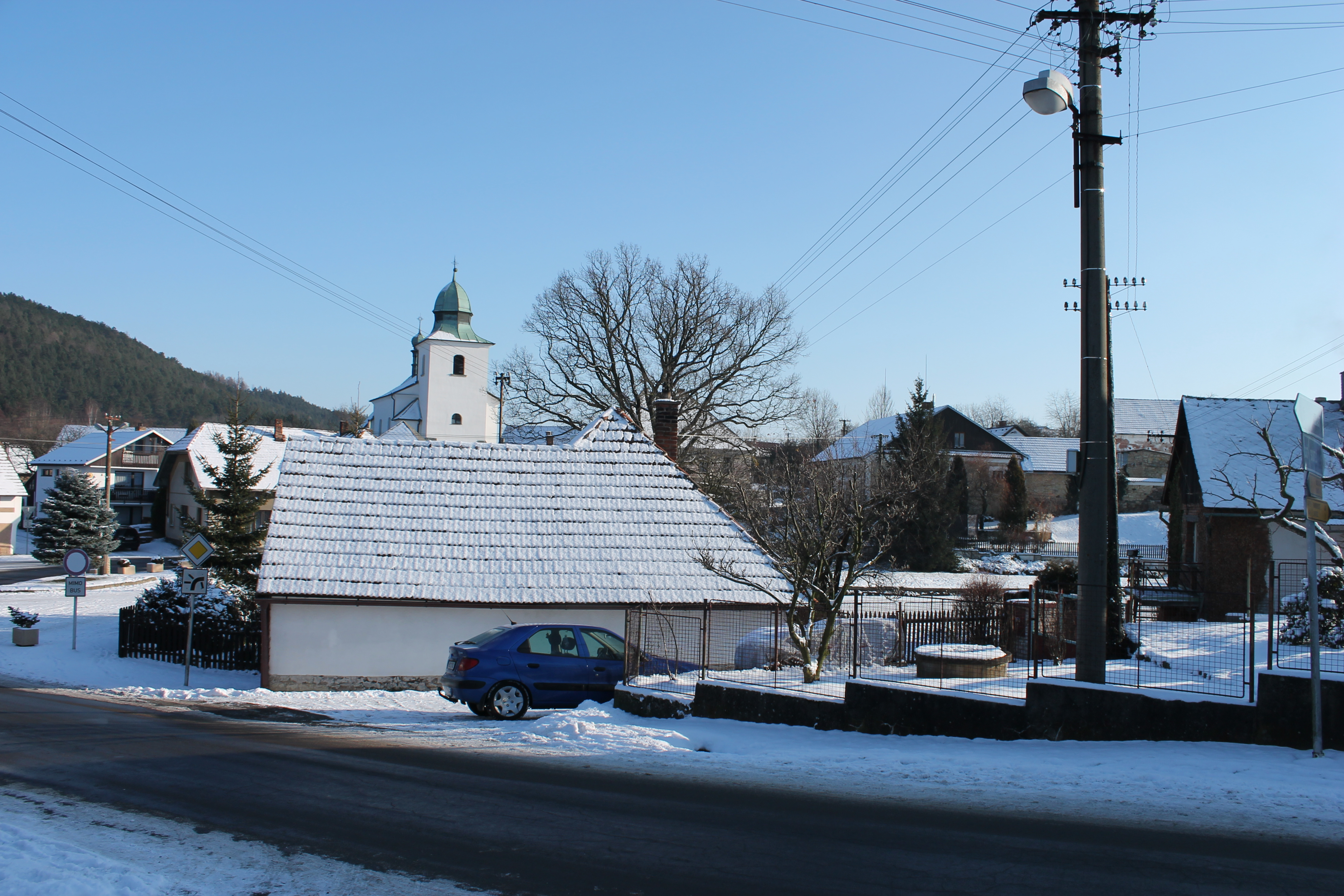
kostel svatého Havla ve Vrbatově Kostelci
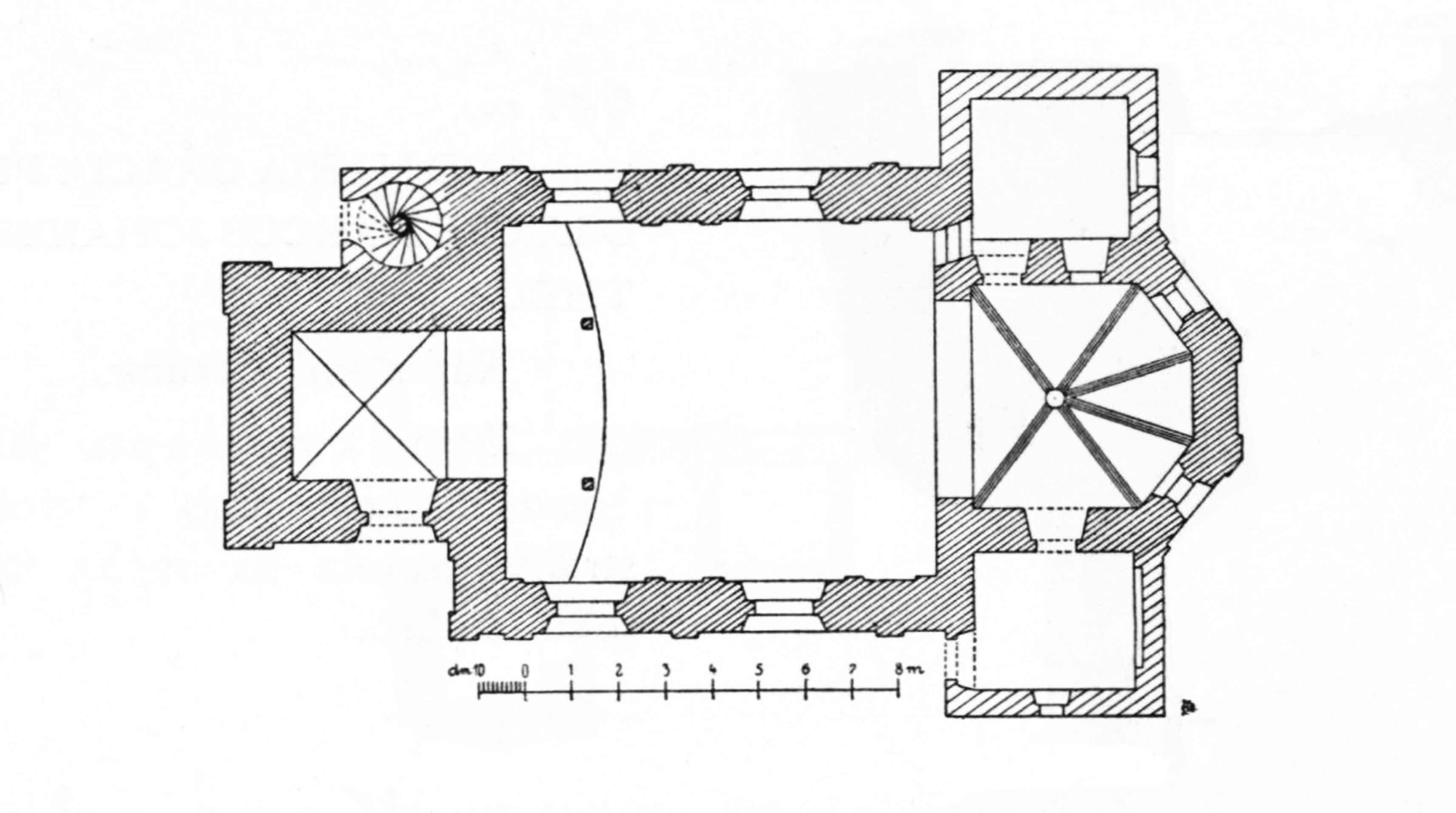
půdorys kostela svatého Havla z roku 1900